# Cresfonte
Cresfonte (in greco antico: Κρεσφόντης?, Kresphóntēs) è un personaggio della mitologia greca. Fu un Eraclide e re di Messene.

## Genealogia
Figlio di Aristomaco, sposò Merope e fu padre di Telefonte, più un secondo figlio non nominato ed un terzo di nome Epito.
Nella tragedia di Euripide intitolata Cresfonte, il nome del figlio innominato è lo stesso del padre (Cresfonte).

## Mitologia
Dopo aver conquistato il Peloponneso, Cresfonte il fratello Temeno ed due figli di Aristodemo (Procle ed Euristene), costruirono tre altari dedicati a Zeus e cercarono un accordo per dividersi in tre parti la regione appena conquistata.
Cresfonte desiderava la Messenia, la parte più ricca e poiché per decidere chi fosse il primo a scegliere stabilirono un sistema di estrazione a sorte, decisero di gettare ognuno un sasso in un'anfora colma d'acqua cosicché quando ognuno di loro avesse ripescato proprio sasso, si sarebbe stabilito chi fosse il primo a scegliere. 

L'astuzia di Cresfonte, fu quella di gettare una zolla di terra anziché un sasso e la zolla sciogliendosi subito nell'acqua non poté in nessun modo essere ripescata. Questo stratagemma gli diede il diritto di scegliere la parte che desiderava.
Poiché il suo governo era principalmente diretto a favore del popolo, i ricchi si ribellarono e lo uccisero assieme a tutti suoi figli eccetto Epito.
Apollodoro scrive che il suo uccisore fu Polifonte (un altro Eraclide) e che questi, prima sposò la vedova di Cresfonte (Merope) e poi fu ucciso da Epito.
Igino cambia il nome di Epito con Telefonte.
Alla morte di Cresfonte, suo successore fu Polifonte.

## Tragedia di Euripide
Nella tragedia di Euripide, intitolata Cresfonte esiste un figlio omonimo del padre (Cresfonte) che durante la ricerca del padre viene accolto dalla madre Merope che lo spaccia per l'assassino del marito.